# Ding (rechtspraak)

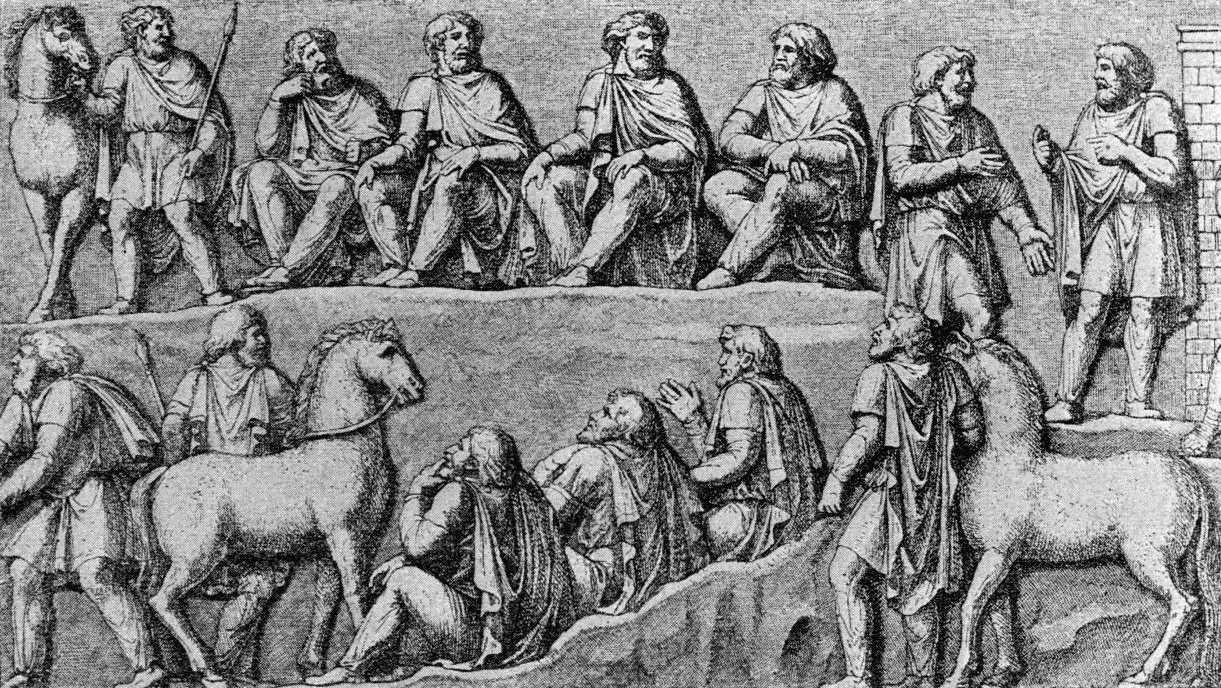
Germaans ding, naar een afbeelding op de Zuil van Marcus Aurelius in Rome

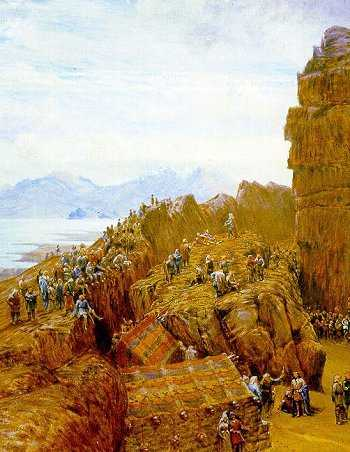
Het Alding, W.G. Collingwood

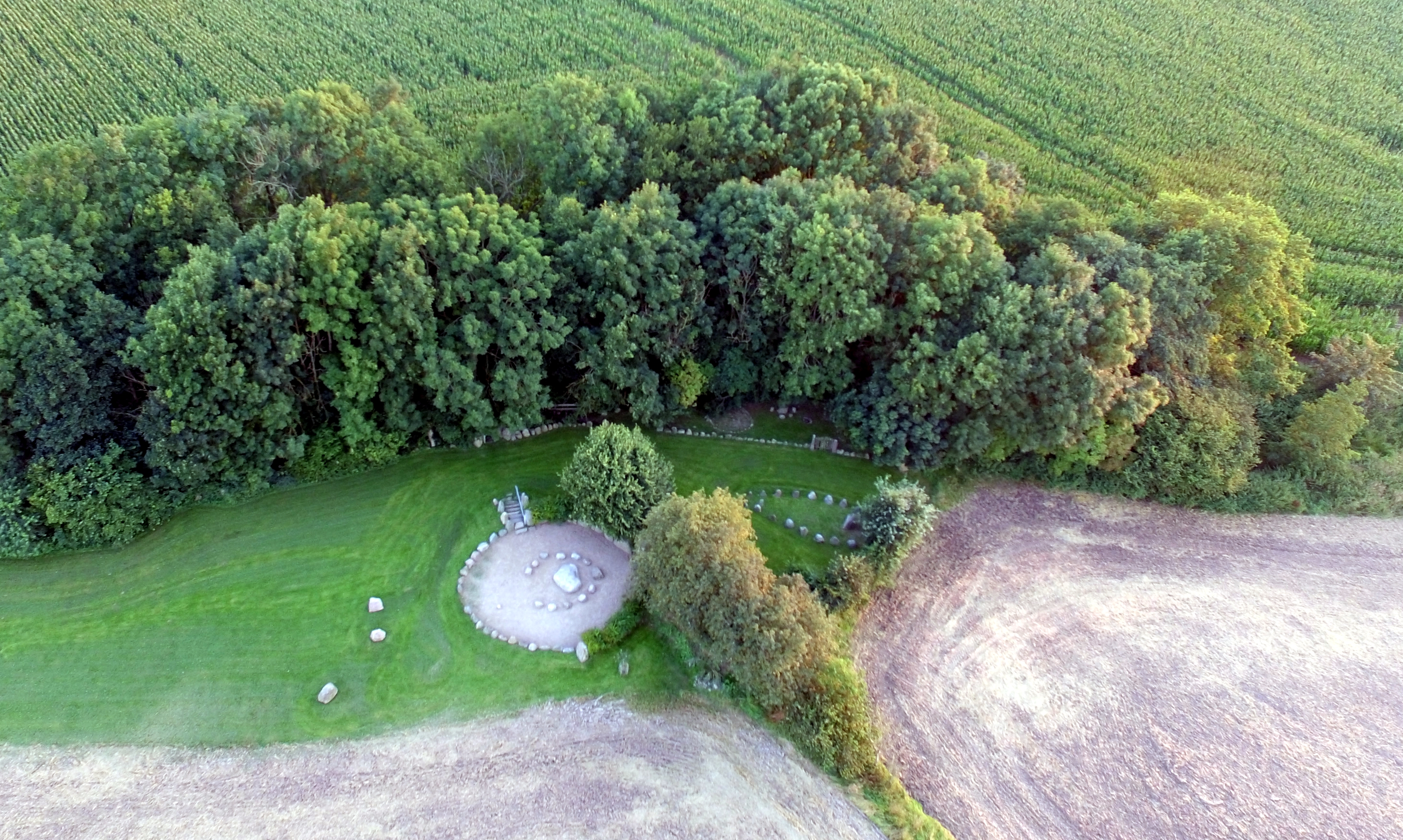
Thingplatz bij Gulde

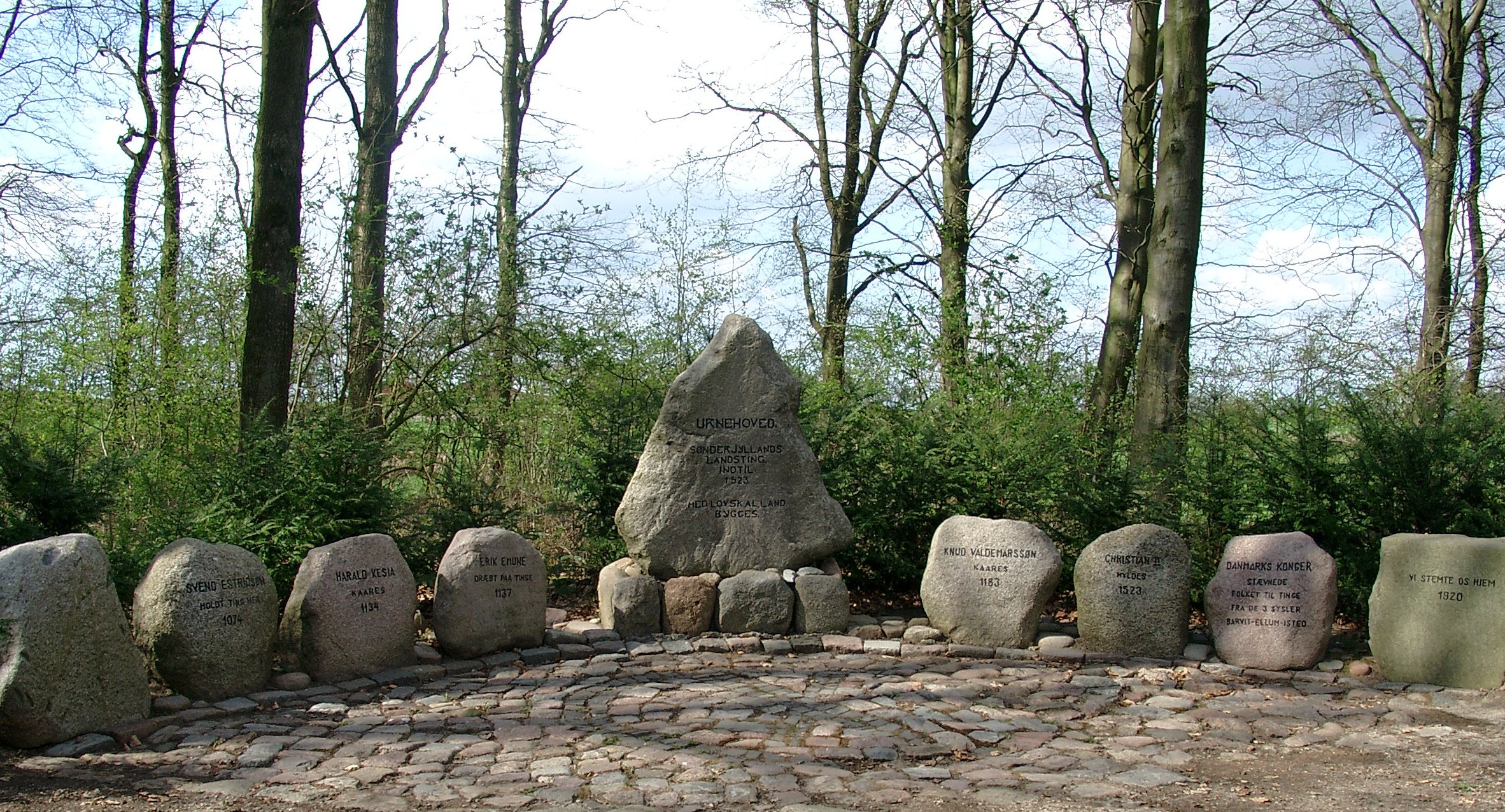
Urnehove Thingsted

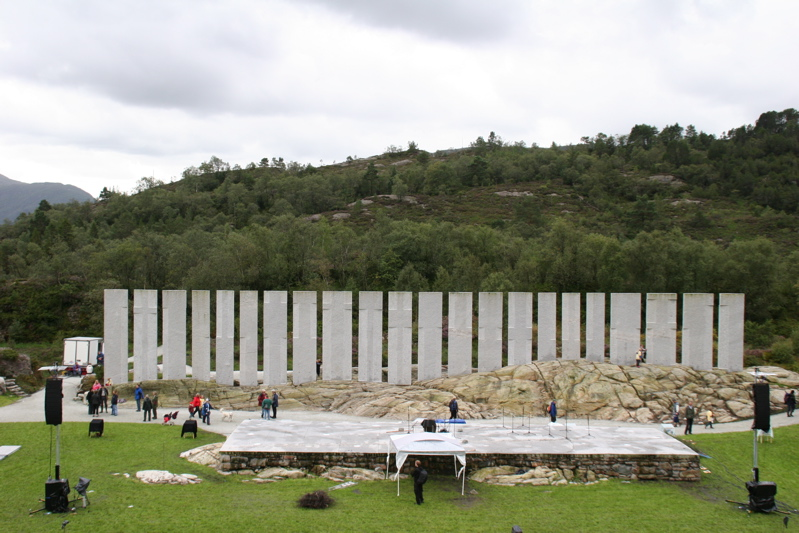
Monument voor de viering van het duizendjarig bestaan van Gulating

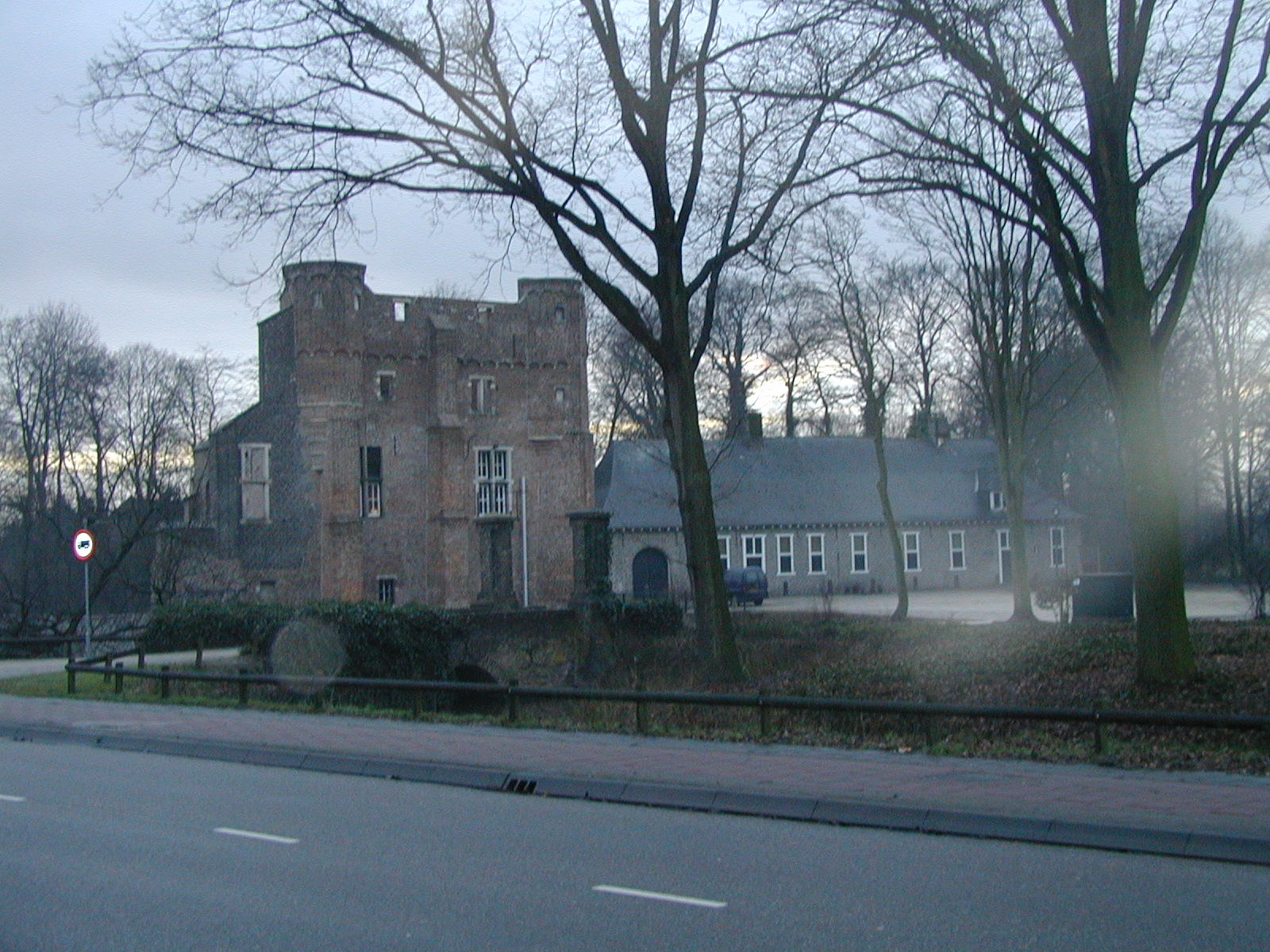
De ruïne van het Groot Kasteel, rechts erachter staat het Dinghuis.

In de rechtsgeschiedenis is een ding in de Germaanse tijd een volksvergadering die recht kon spreken (en dus als rechtbank fungeerde). Het recht werd gesproken door de aanwezigen (schepenen).

## Verschillende dingen
In het Oudnoords heet deze vergadering þing (en de dingplaats wordt þingstaðr genoemd), in het Oudfrankisch, Oudfries en Oudsaksisch thing (thingia ‘een geding houden’) en in het Oudengels ðing.
Het huidige parlement van Denemarken heet het Folketing, dat van IJsland het Alding en dat van Noorwegen het Storting. Het parlementsgebouw van Groenland heet Landsting en dat van Åland en de Faeröer respectievelijk Lagting en Løgting. De Langobarden kenden het Gairethinx (eigenlijk ‘openbare vergadering van met de speer bewapende Longobarden’ of ‘rechtshandeling op het ding’) en op deze bijeenkomst werd het Edictum Rothari vastgesteld. Op het eiland Man is het Tynwald het oudste nog bestaande parlement. Nog altijd is het Tingrett (Noors), käräjäoikeus (Fins) of Tingsrätt (Zweeds) de term die wordt gebruikt voor het laagste niveau in de rechtspraak in die landen. In Noorwegen waren vier verschillende dingen; Borgarting, Eidsivating, Gulating en Frostating.

### Vikingen
Bij de Vikingen ontwikkelden de aanzienlijkste vrije landeigenaren zich tot de heersende klasse. Hun vertegenwoordigers vormden de volksvergadering, het ding. Ringsted is een plaats die reeds in de Vikingtijd als gerechtsplaats gebruikt werd. Op het grote plein liggen nog een aantal platte stenen - Dingstenen - waar een volksvergadering recht kon spreken dat voor het hele Seeland (regio) gold. Ook Herning en Sandur waren  dingplaatsen.
Op de Urnehoved-Ding in 1137 werd Erik II van Denemarken door een lokale edelman, Sorteplov genaamd, neergestoken. Er zijn meer gewelddadigheden bekend tijdens dingen. Zo beschrijft de Cronica Regum Mannie et Insularum dat het tijdens een dingvergadering op de Tynwald tot een gewelddadige confrontatie tussen de vrienden van Lochlann en de bondgenoten van Harald kwam, die vanuit de Hebriden enkele gezanten naar Man had gestuurd. Haralds vriend Joseph werd in het strijdgewoel gedood en Lochlann pleegde een staatsgreep. En tijdens de dingvergadering nabij Ramsey hakte Reginald het hoofd van de koning af.
Ook in de saga's worden dingen beschreven. Een nazaat van Olof met de naam Inge de Oudere was als diepgelovig christen in 1084 niet bereid te offeren aan de Germaanse goden bij de Tempel van Uppsala, wat de Svear boos maakte. Uit hun midden zou toen ene Sven naar voren zijn gestapt die het offer wel wilde verrichten op voorwaarde dat hij koning zou worden en dit werd door het ding aanvaard, waarop hij bekend kwam te staan als Blot-Sven ("Offer-Sven", "Sven de Offeraar").
Toen Höfund een ding samenriep om Angantyr te offeren, weigerde Heidrek en zei dat Odin blij zou zijn als hij in plaats van Angantyr koning Harald en zijn zoon Halfdan zou krijgen. Hierop pleegde Heidrek een staatsgreep met zijn helft van het Gotische leger en doodde koning Harald en zijn zoon met Tyrfing. Toen zijn vrouw Helga hiervan hoorde pleegde ze zelfmoord door zichzelf op te hangen.
De Middeleeuwse Scandinavische wetten werden oorspronkelijk onthouden door de wetsprekers (lagman). 

### Frisia
Het middeleeuwse Frisia, strekkend van het Zwin (destijds Sincfala) in België tot de rivier Wezer in Duitsland, kende het ding. Er waren wetsprekers, in de Oudfriese taal asega's genoemd, waarbij het component a 'wet' en het component sega 'zeggen' betekenen. Tijdens het ding werden juridische, politieke, militaire en religieuze zaken besproken. Er waren drie ding-niveaus in Frisia, te weten: het hoogste niveau van de civitas, het middelste niveau van de pagus en het laagste niveau van de centena, de honderd. De pagus is de oudste kern, Frisia was verdeeld in zo'n 16 pagi. Vroegmiddeleeuwse Friese dingplaatsen worden verondersteld te zijn geweest in Franeker voor de pagus Westergo, in Dokkum voor de pagus Oostergo, in Heemskerk (Schepelenberg) voor de pagus Kennemerland, in Katwijk (Luttige Geest) voor de pagus Rijnland in Naaldwijk voor de pagus Maasland, en in De Waal (Sommeltjesberg) voor de pagus Texel. Daarnaast bestond vanaf de 12de eeuw nabij de huidige stad Aurich in regio Ostfriesland de ding op het niveau van de civitas voor alle Friese zeelanden, genaamd de Upstalsboom. 
De Bjarkeyjar-wetten werden goedgekeurd op een ding in in Bergen in 1276.

## Dingplaatsen
Grafheuvels hadden een rituele betekenis, er werden vergaderingen, zoals een ding, gehouden. Het is door de sagas overgeleverd dat koningen op de heuvels zaten en hier hun macht uitoefenden. Er werd ook wel recht gesproken. Een voorbeeld van een grafheuvel waarop een ding werd gehouden is Anundshög. Het ding werd op meerdere plaatsen gehouden onder een lindeboom (zie ook gerechtslinde). Etten waren afgevaardigden uit de diverse Drentse dingspelen. Er waren per jaar ongeveer drie lottingen, elke lotting kon meerdere dagen duren. Het Bergportaal in de Sint-Servaasbasiliek (Maastricht) is een dingplaats. Volgens de plaatselijke folklore was de Stoplesteinan in Egersund in gebruik als ding tijdens de Vikingtijd. Ook Koe en Kalf (op De Bult bij Steenwijk) zou een oude Germaanse gerechtsplaats zijn volgens de overlevering. De 3,7 meter lange Freistein bei Attiswil was in de middeleeuwen een toevluchtsoord en gerechtssteen.

## Dingverboden
Nadat Karel de Grote de Saksen had onderworpen, werden graven aangesteld en werd de gouwgraaf verantwoordelijk voor de rechtspraak over de gouw. Het gouwding (Duits: Gogericht, Gohgericht of Gowgericht) werd ingesteld. Vanaf nu was het de Saksen verboden om dingen bijeen te roepen. De Irminsul kan het symbool geweest zijn voor de centrale dingplaats van de Saksen. In deze zin kwam de vernietiging van de Irminsul neer op de opheffing van het Saksische „parlement“.
Gouwdingen kwamen o.a. voor in Westergo, Oostergo, Zuidergo, Henegouw, Ostringen, Haspengouw, Salon, Hettergouw, Rustringen en Federgo. De dingplaats van Flethite was waarschijnlijk Zeist.
Door de Brabantse ding en de galg op de Vrijthof neer te halen, maakte de bisschop Hendrik III van Gelre duidelijk dat alleen hij de hoge rechtspraak bezat.
Na een juridische herindeling in 1555, toen de gerechten van Tegelen, Kaldenkerken, Breyell, Boisheim, Born, Brüggen en Bracht werden verenigd tot een dingstoel hield Tegelen twee schepenen over. Hiervan ging er een naar Bracht, waar de centrale rechtbank was gezeteld, om daar recht te spreken.

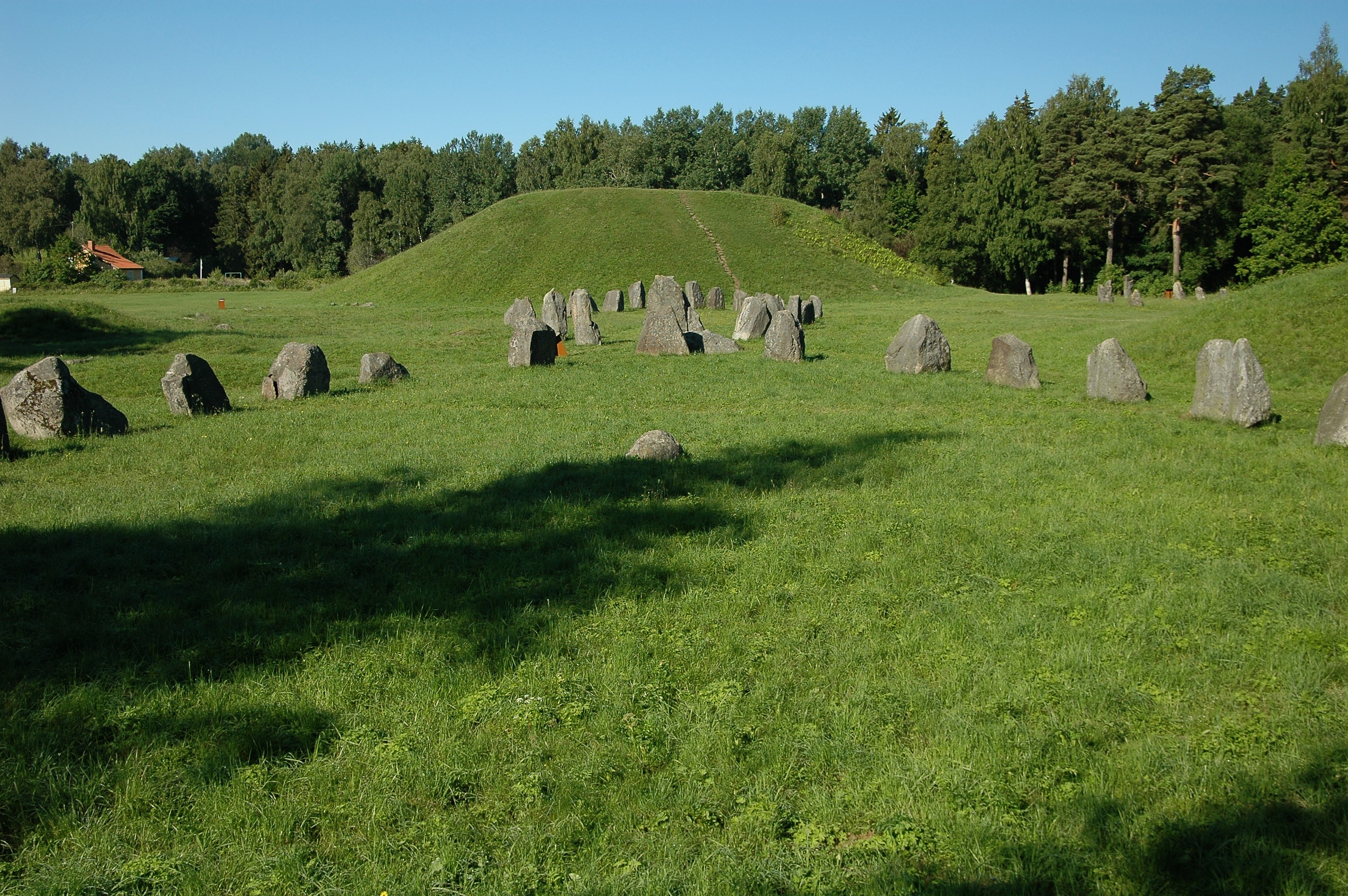
Anundshög
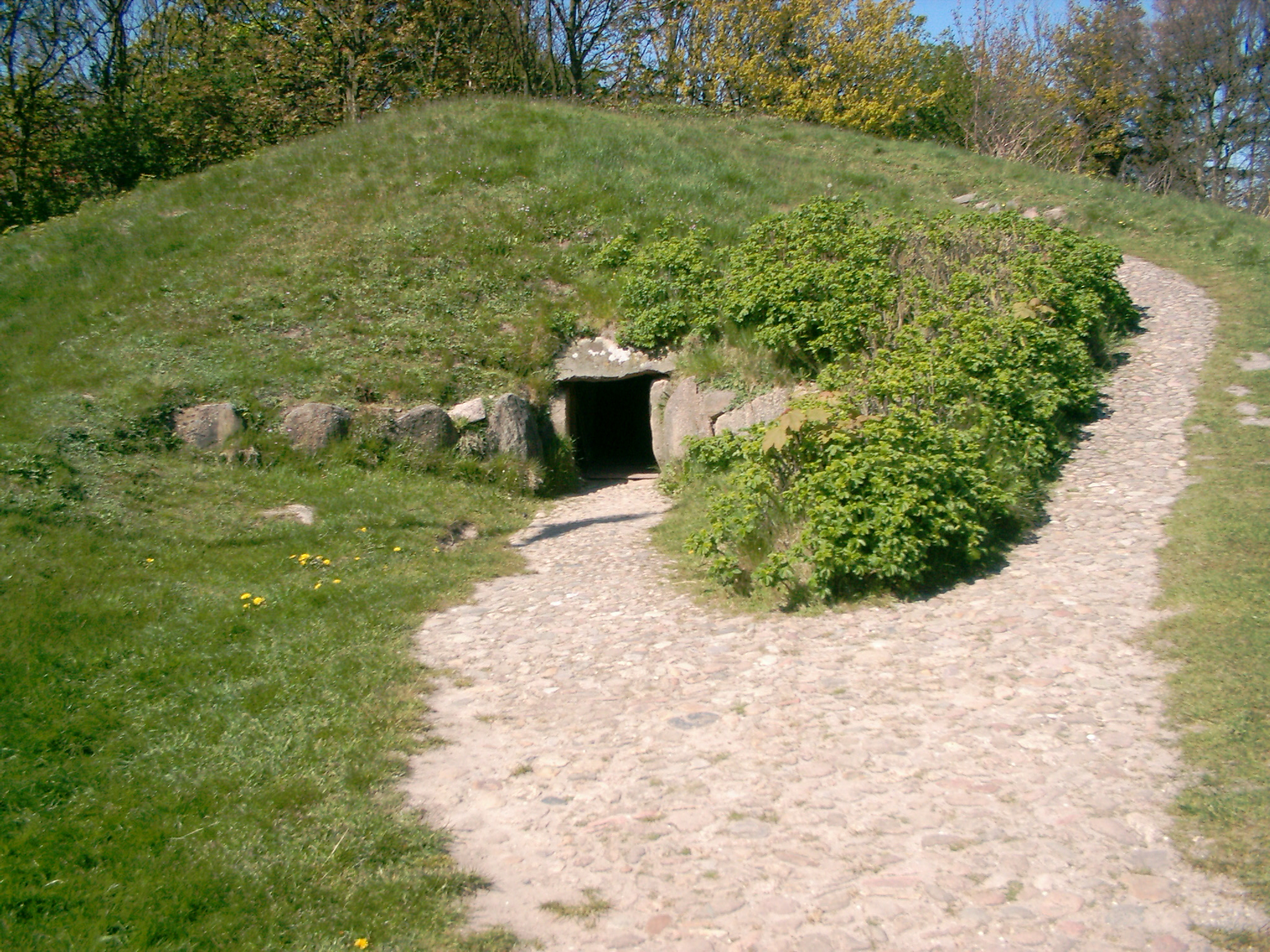
Hunebed Denghoog (dingheuvel)
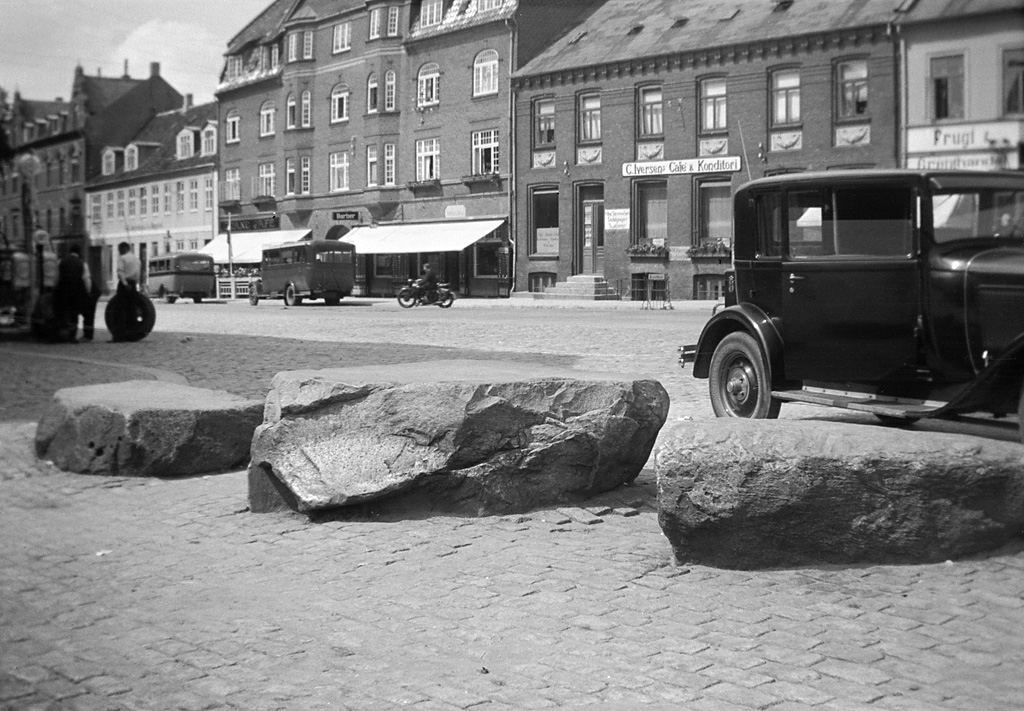
Dingstenen Ringsted
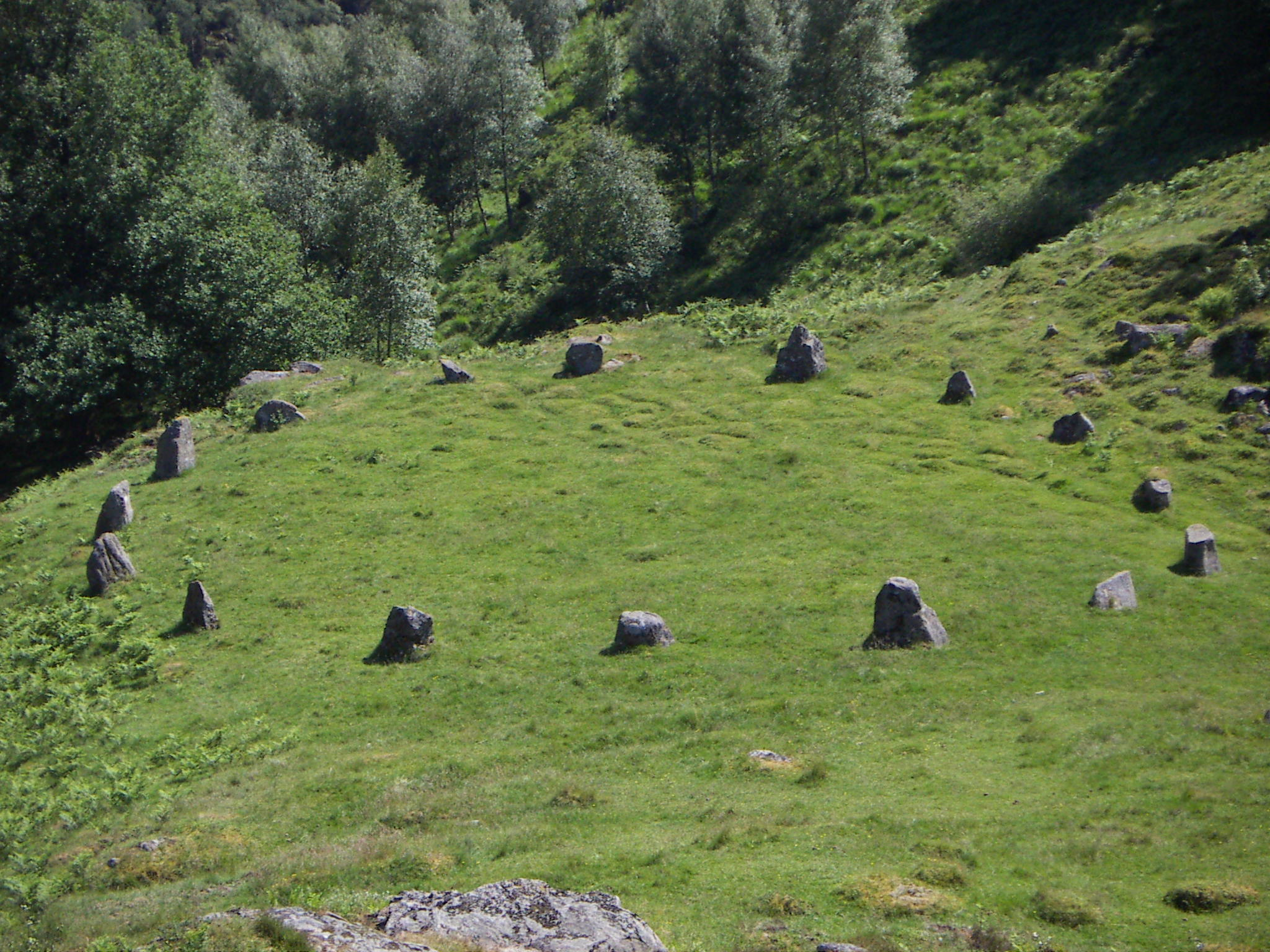
Stoplesteinan

## Mythologie
Het ding lijkt in de Germaanse mythologie vooral geassocieerd te zijn geweest met de Germaanse god Tiwaz.
Tiwaz (zie ook Týr) is wellicht de god van het recht. In Noord-Engeland zijn twee gedenkstenen gevonden met de naam Mars Thincsus, waarschijnlijk een geromaniseerde vorm van Tīwaz en specifiek naar zijn betekenis voor het ding. Het Nederlandse dinsdag zou afgeleid kunnen zijn van ding, als dag waarop het ding gehouden werd, of van de god Thingsus.
Ook Fosite is de god van de rechtspraak. Ook Syn wordt met het ding geassocieerd: het gezegde luidt dat men ‘Syn voor de deur zet’ als men iets ontkent.
Gladsheimr is de plek van het ding.

## Uitdrukkingen en etymologie
De uitdrukking in het geding brengen herinnert er nog aan. Etymologisch is ook de huidige juridische term  kortgeding hier verwant aan. Ook de term "geding" zelf wordt nog wel gebruikt, als synoniem voor "proces". Een geding aanspannen zou staan voor het omsluiten van de gedaagde met een touw. Andere termen zijn roekeloos en tergend geding en tergend of roekeloos geding.
In dit verband moet ook de uitdrukking alle goede dingen bestaan in drieën genoemd worden. Zij betekent oorspronkelijk dat men vond dat rechtszaken zorgvuldig (drie maal) afgehandeld moesten worden alvorens men tot een oordeel kwam. In IJsland worden driemaal per jaar volksvergaderingen georganiseerd, in het voorjaar wordt het várþing gehouden, in de zomer is het alþingi en de herfst is het leiðarþing of haustþing. Het voorjaarsding vond plaats op een þingbrekka (dingheuvel), bij de meeste Þingstaðr is een grote heuvel te vinden. In Dublin was de Thingmote een grote heuvel van Naast de drie vastgestelde echte of geboden dingen waren er de ongeboden dingen voor bijzondere gevallen. Ook het Drentse Etstoel was gebaseerd op het Germaans recht en vond driemaal per jaar plaats. Drenthe zelf was tot de Franse tijd (1795) ingedeeld in 6 dingspillen (rechtsgebieden). Het voogdgeding werd driemaal per jaar gehouden. De schout zat deze zittingen voor, die direct na Driekoningen, Pasen en St. Jan werden gehouden. Deze zittingen werden vooraf gegaan door het jaargeding.

## Benamingen

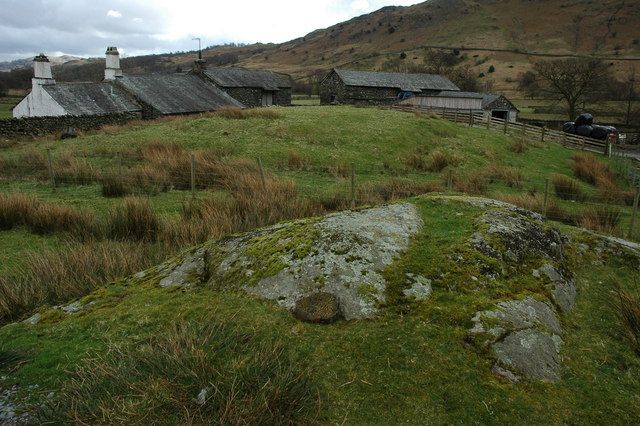
Thing Moot, de dingheuvel in Little Langdale

Nog altijd herinneren plaatsnamen en namen van gebieden aan de plaats van de volksvergadering.
Het gotische Dinghuis in Maastricht (thans huisvesting voor de plaatselijke VVV), ontleent ook zijn naam aan een rechtbank die aldaar in vroeger tijden gevestigd was. De naam van de Gelderse plaats Dinxperlo zou eveneens teruggaan op een gerechtsplaats of rechtsgebied.
De grafheuvel/hunebed op Sylt is naar een ding genoemd (Denghoog; Deng is ding in het Sölring en hoog betekent heuvel).
Andere plaatsen zijn Þingvellir, Tingvollvågen, Tingvoll, Thingwall, Tinwald, Tinganes, Sandsting, Tingaholm (ook wel Law Ting Holm), Dingspelerberg, Tingwall (Shetlandeilanden), Dingelstädt, Delting, Þinghóll, Nesting en Dingwall. Thingvalla Township in Pembina County is vernoemd naar Þingvellir. In Dingstede is een Thingstätte gereconstrueerd. De boerderij en kerk Þingeyrar werden gebouwd nadat dit op een ding (lente-volksvergadering) werd besloten. In Þingeyri werd het Dýrafjarðaþing gehouden, dit ding wordt in Gísli's saga beschreven, en een niet indrukwekkend restant is even achter de kerk in het centrum van het plaatsje zichtbaar.
Over de Tingwall Standing Stone wordt verteld dat veroordeelden hun leven konden redden als ze deze megaliet eerder bereikten dan de bloedverwanten van de vermoorde persoon die de persoon hadden aangeklaagd bij Law Ting Holm.
De rechtplaats of het kaakheem van Slochteren, oorspronkelijk Dijnge horne genoemd, lag schuin tegenover de kerk.
De termen werf en warf worden in verband gebracht met het ding. Warf is een oudfries woord voor volksvergadering. Warffum zou het heem van de warf zijn en in Warfstermolen duidt het element 'warf' in de plaatsnaam op een huis op de dijk waar de dijkvergaderingen werden gehouden. Ook Stavoren en Abbewier worden in verband gebracht met een ding. Ook het Germaans Maþla betekent volksvergadering, zo worden ook Mechelen-aan-de-Maas, Klein-Mal, Rosmalen, Malburgen, Vechmaal, Malderen, Oostmalle, Wijchmaal en Mal (Tongeren) in verband gebracht met een ding. Het Spoelderbos was een van de oude dingplaatsen van Salland.
De voornaam Melle wordt ook in verband gebracht met een ding.

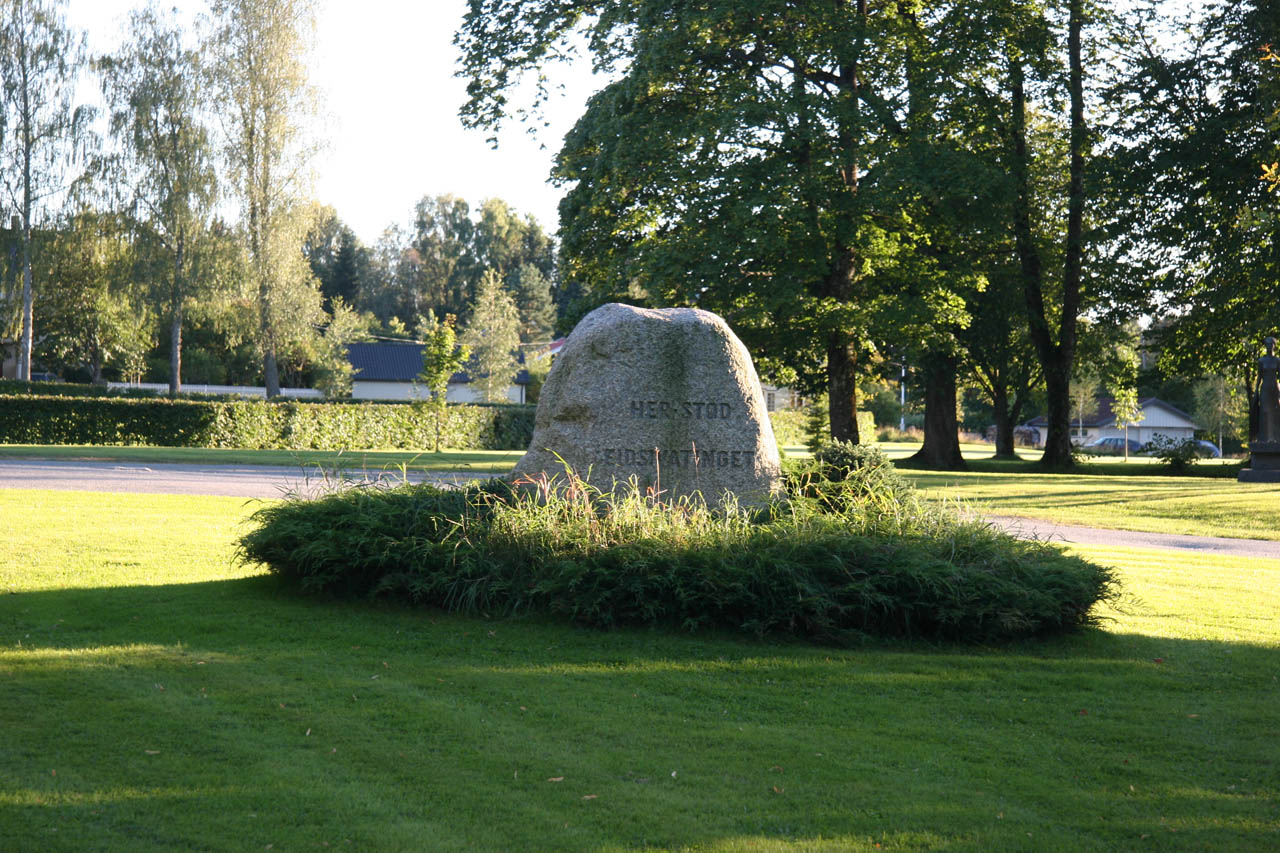
Her stod Eidsivatinget (hier was het Eidsivathing in Eidsvoll)
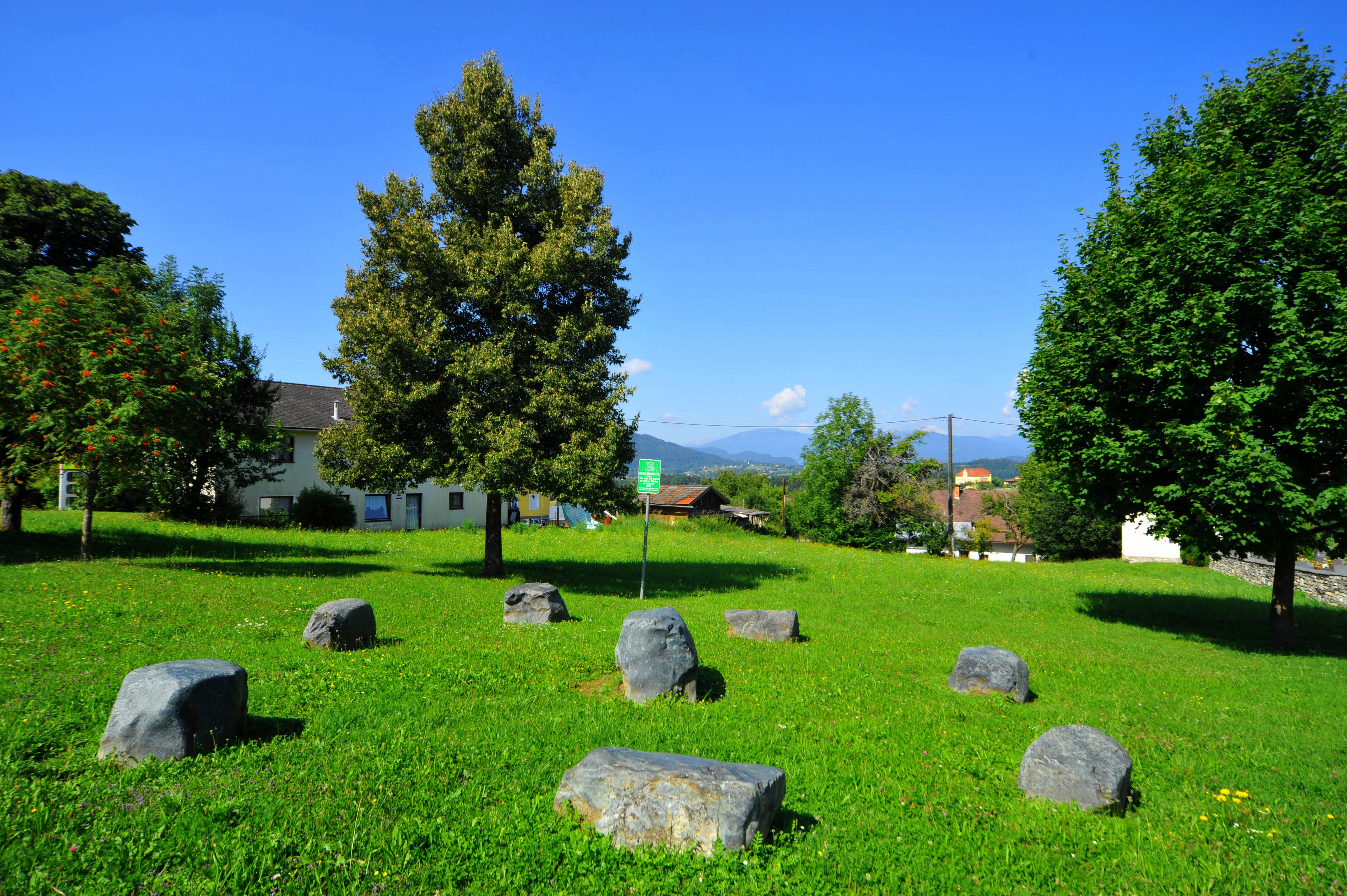
Gerechtsplaats in Tigring, Moosburg
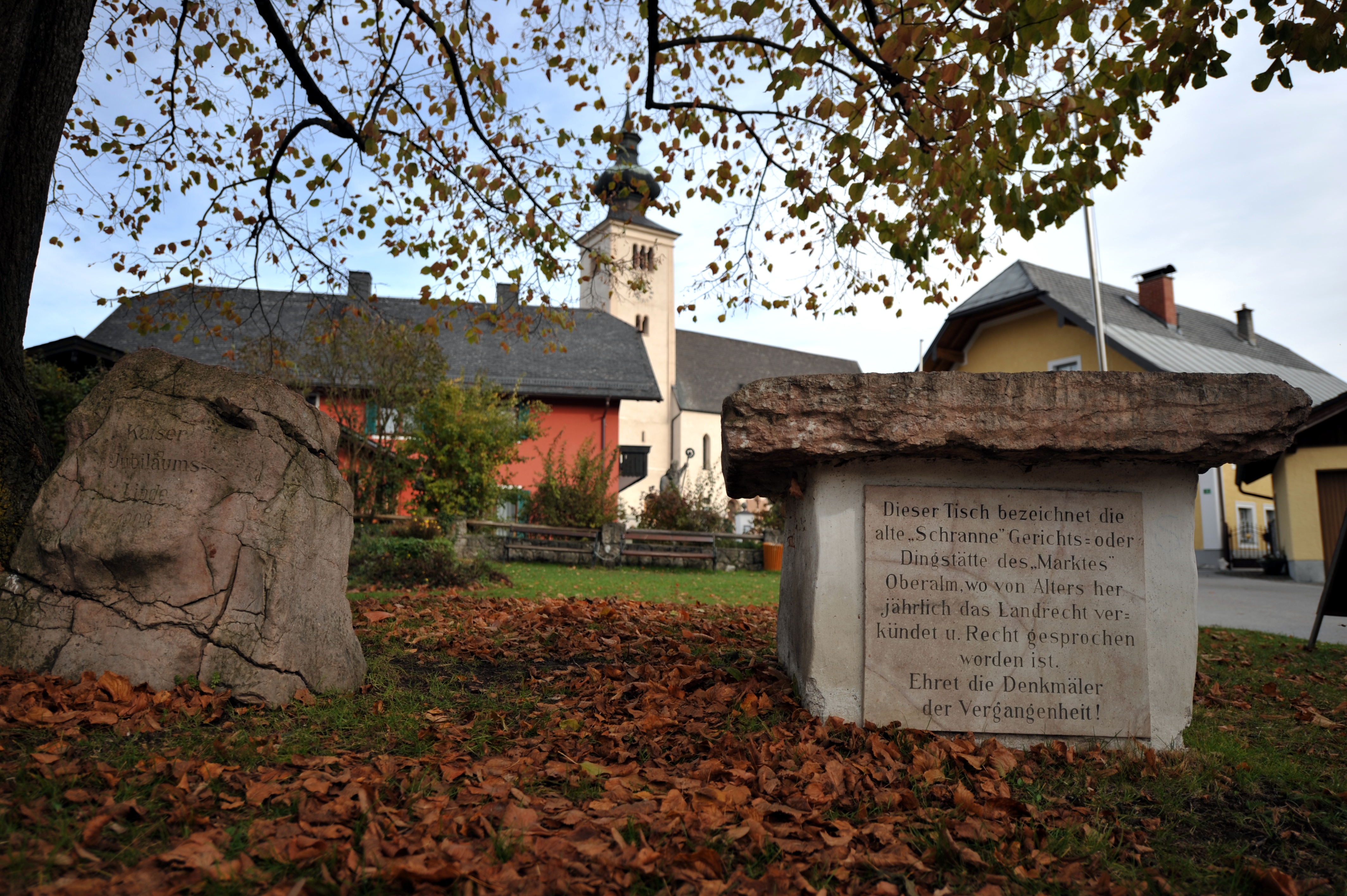
De Oberalmer Thaidingtisch wordt  ook in het wapen van de gemeente afgebeeld
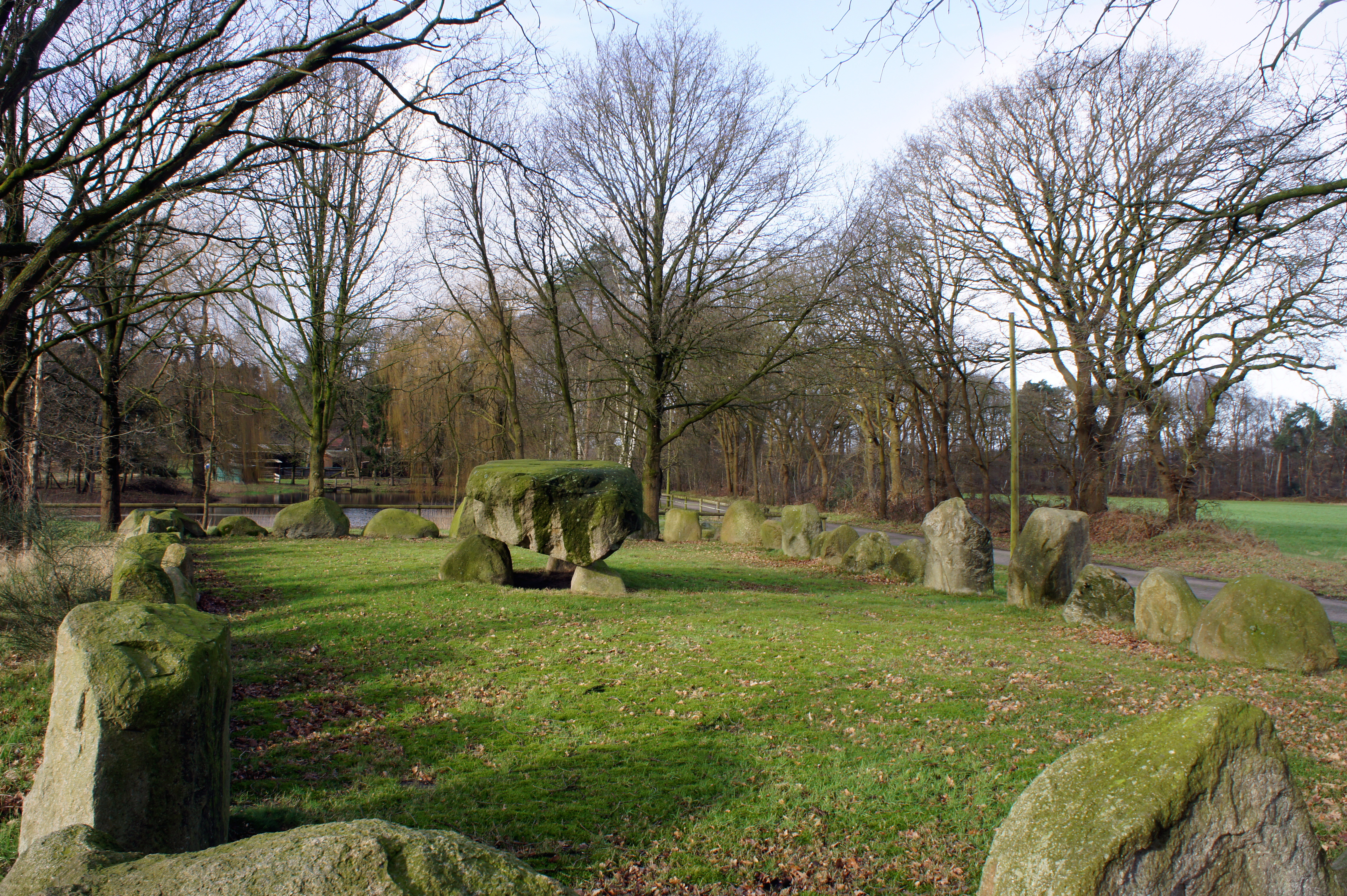
De Thingstätte in Dingstede (Hatten)
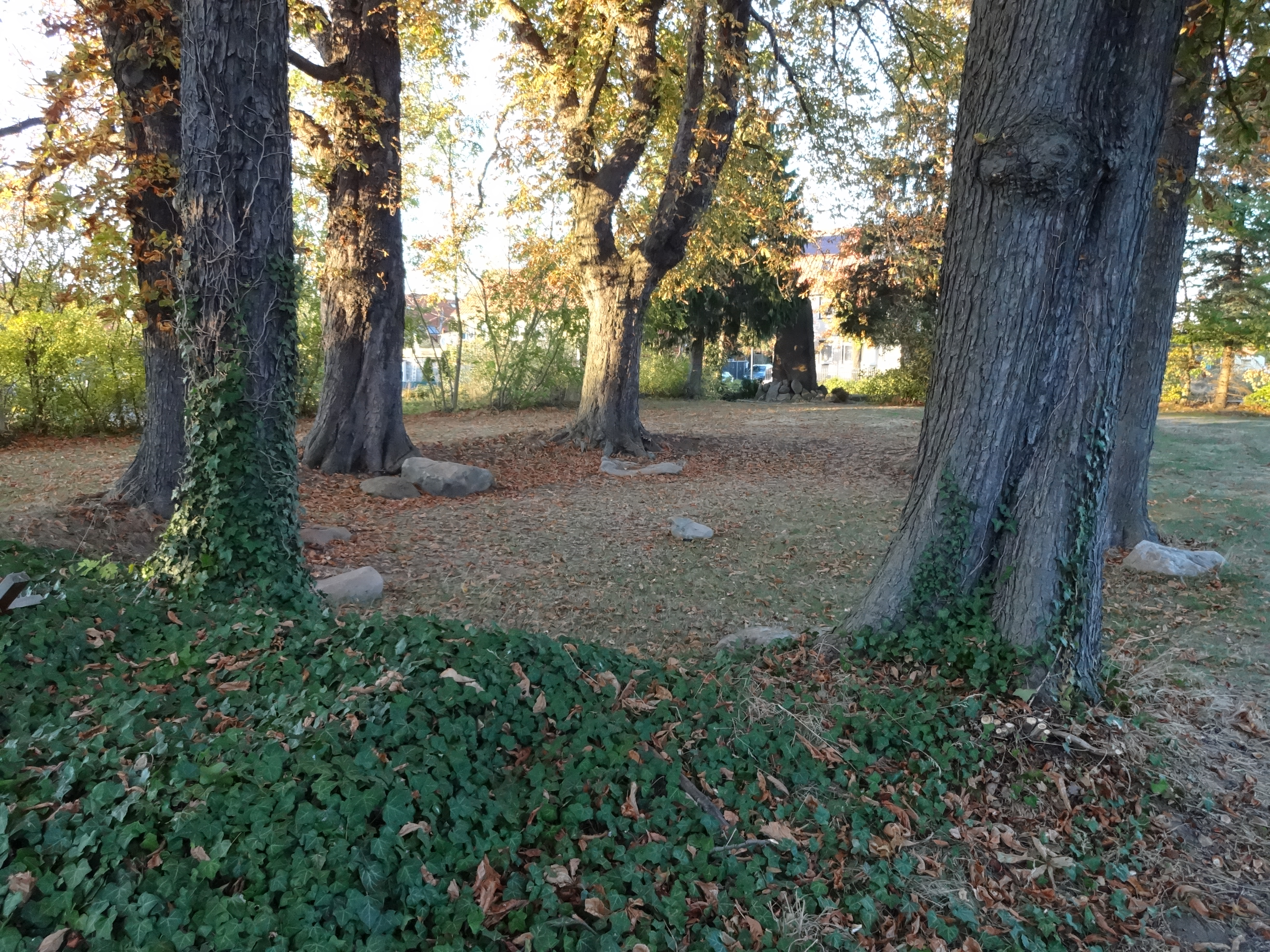
Thingstätte in Darlingerode
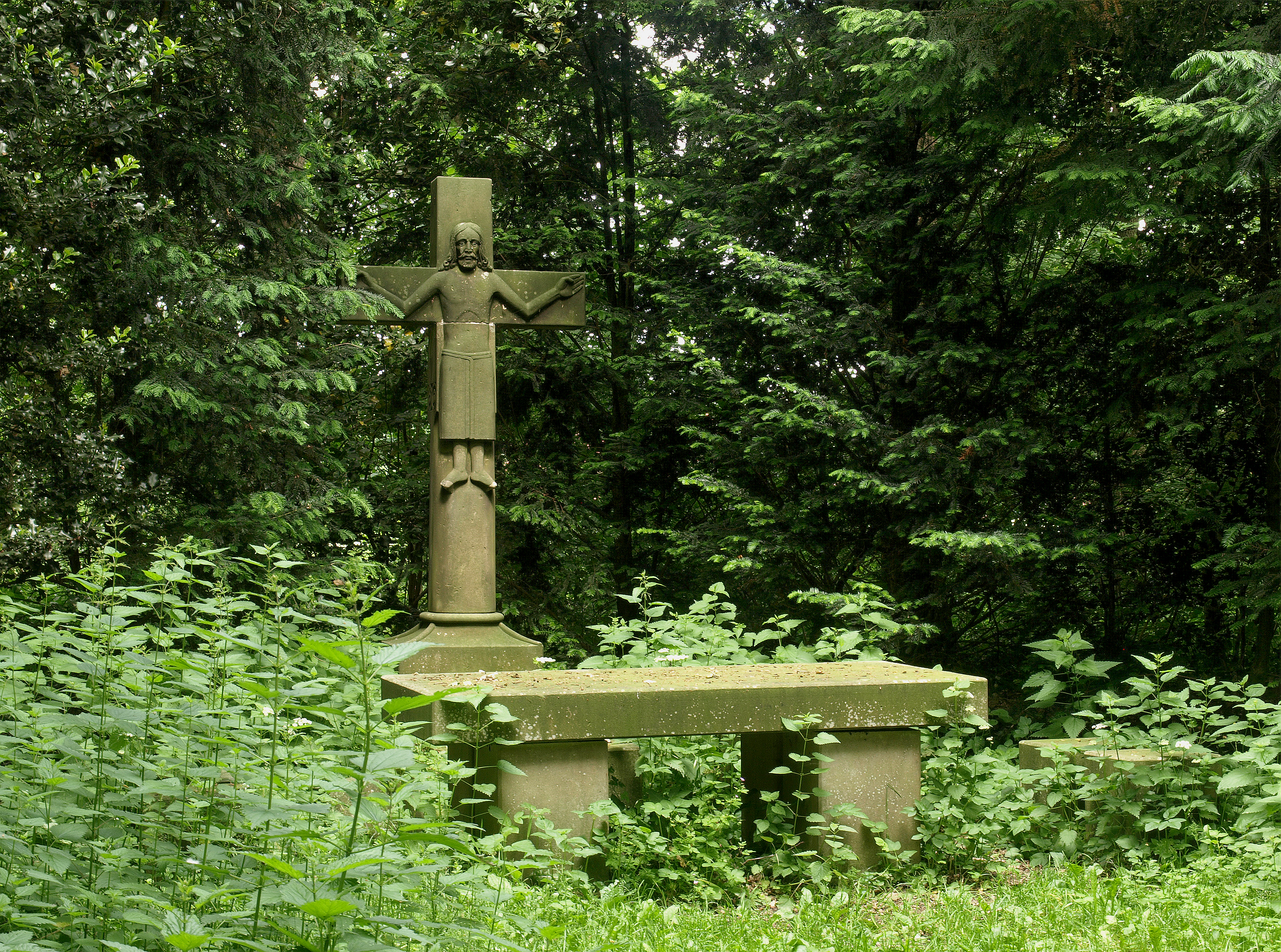
Ton steenern Crüce
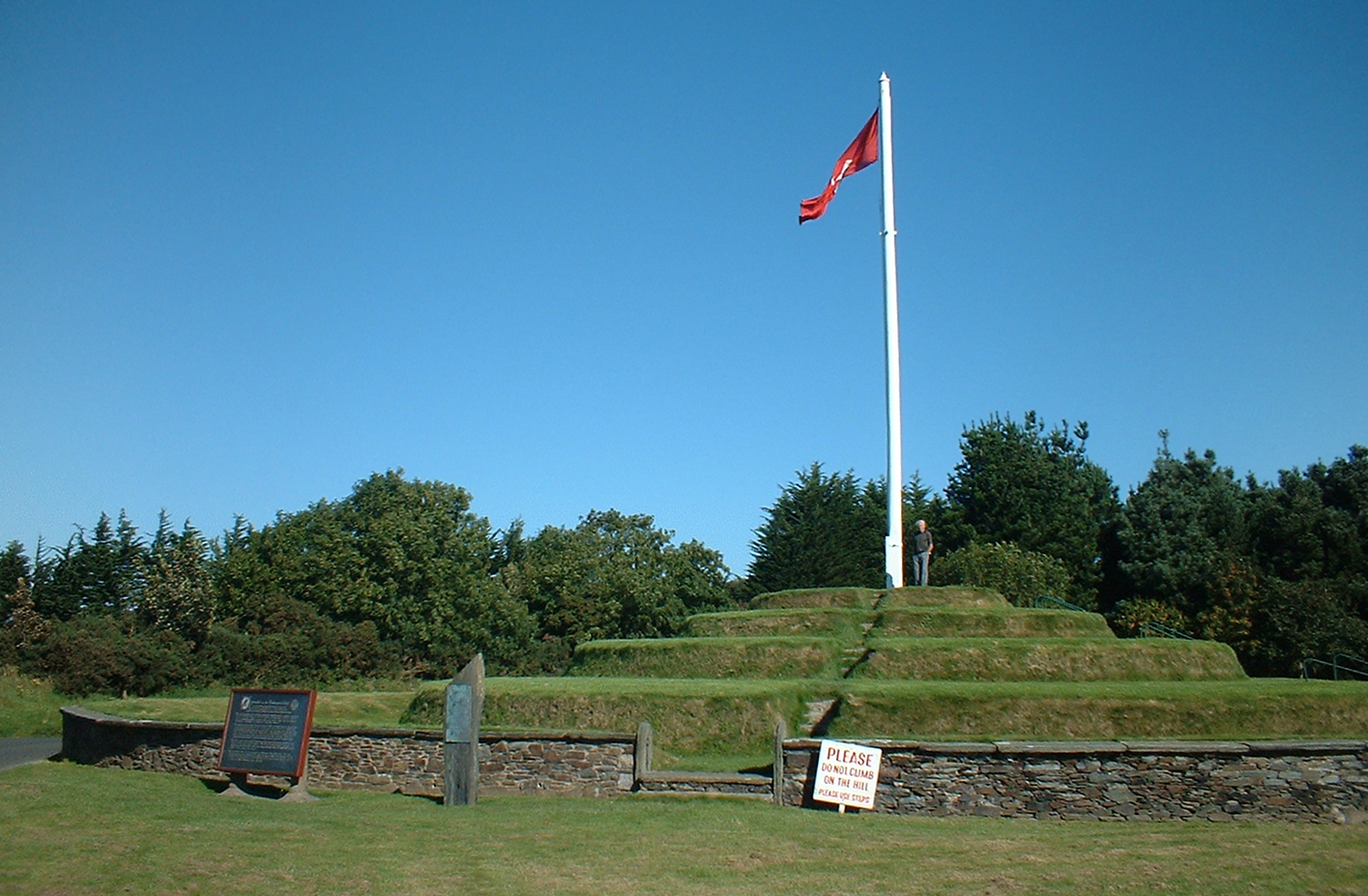
De Tynwaldheuvel
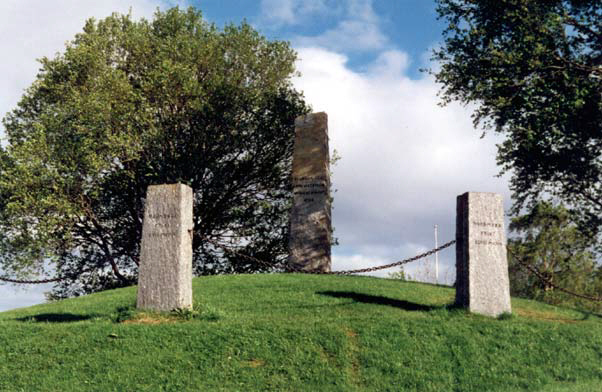
Tinghaugen, de plek waar de Frostating werd gehouden (Frosta)

## Wapens
De dingplaatsen worden ook in wapens weergegeven. Een Hollandse tuin zou ook een symbool voor een dingplaats zijn.

Wapen van Markelo met de dingplaats (Dingspelerberg)
Wapen van Oberalm met de dingplaats (Thaidingtisch en linde)
Vrouwe Justitia op het wapen van Dinxperlo
Wapen van Dingelstädt
Wapen van Gent met Hollandse tuin
Wapen van Geertruidenberg met Hollandse tuin

## Thie

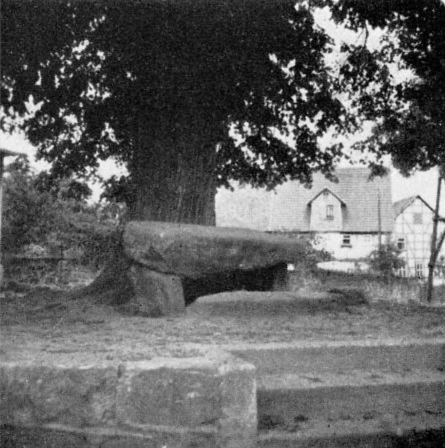
Stenen tafel onder de linde, Gerichtsplatz Vollmarshausen in Lohfelden

Een ding was regionaal georiënteerd, een Thie was eerder lokaal georiënteerd. Er zijn vele plaatsen met een Thieplatz of Thiestätte; een verhoogd en ommuurd gebied waarop een stenen tafel en een linde stond. De Thielinde, Thie-steen of Thieberg (ook wel Tyberg) duidt deze plaats aan.

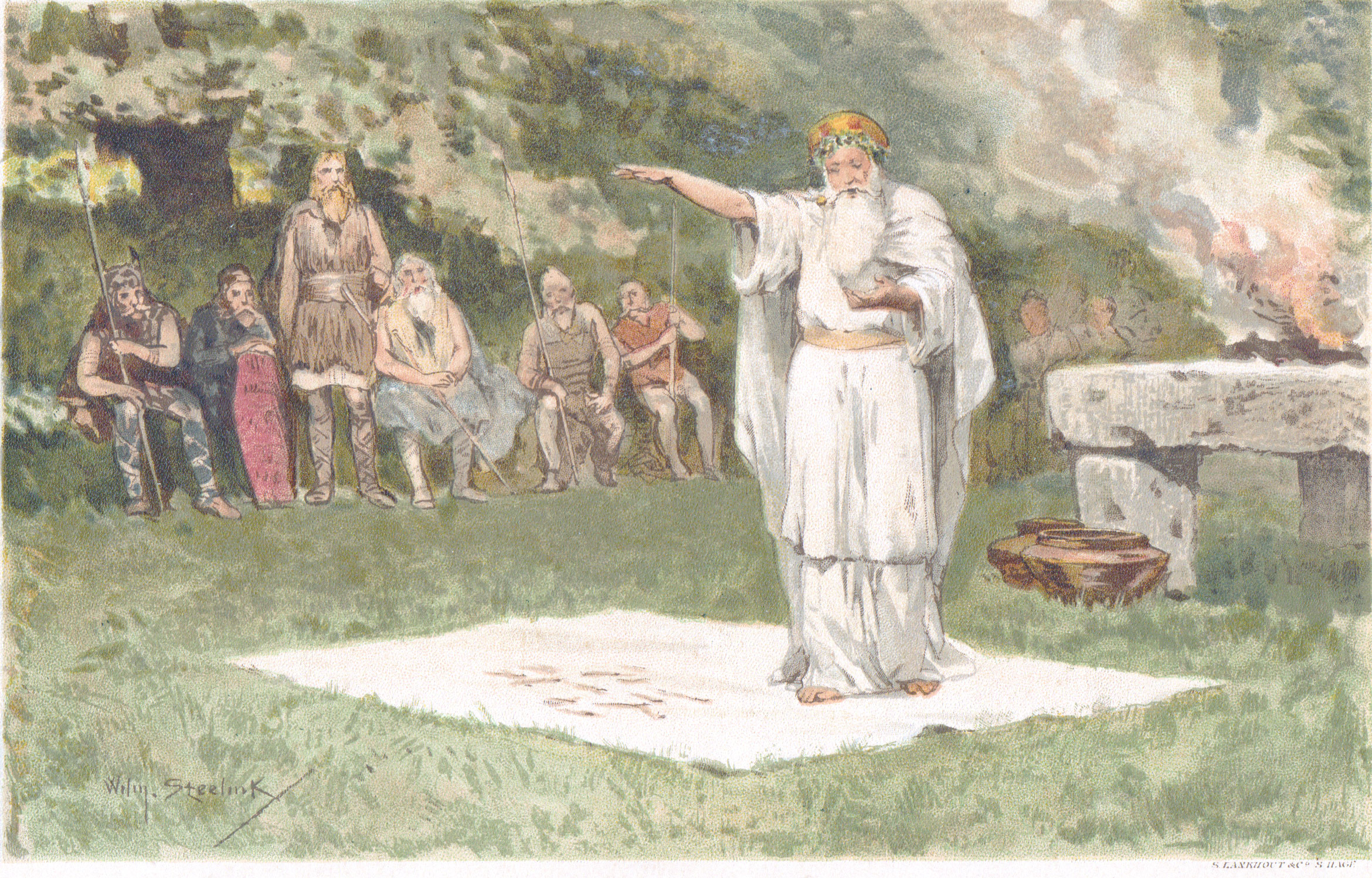
Germaanse raadsvergadering, afbeelding uit de 19e eeuw